# Spartan (odrůda jablek)

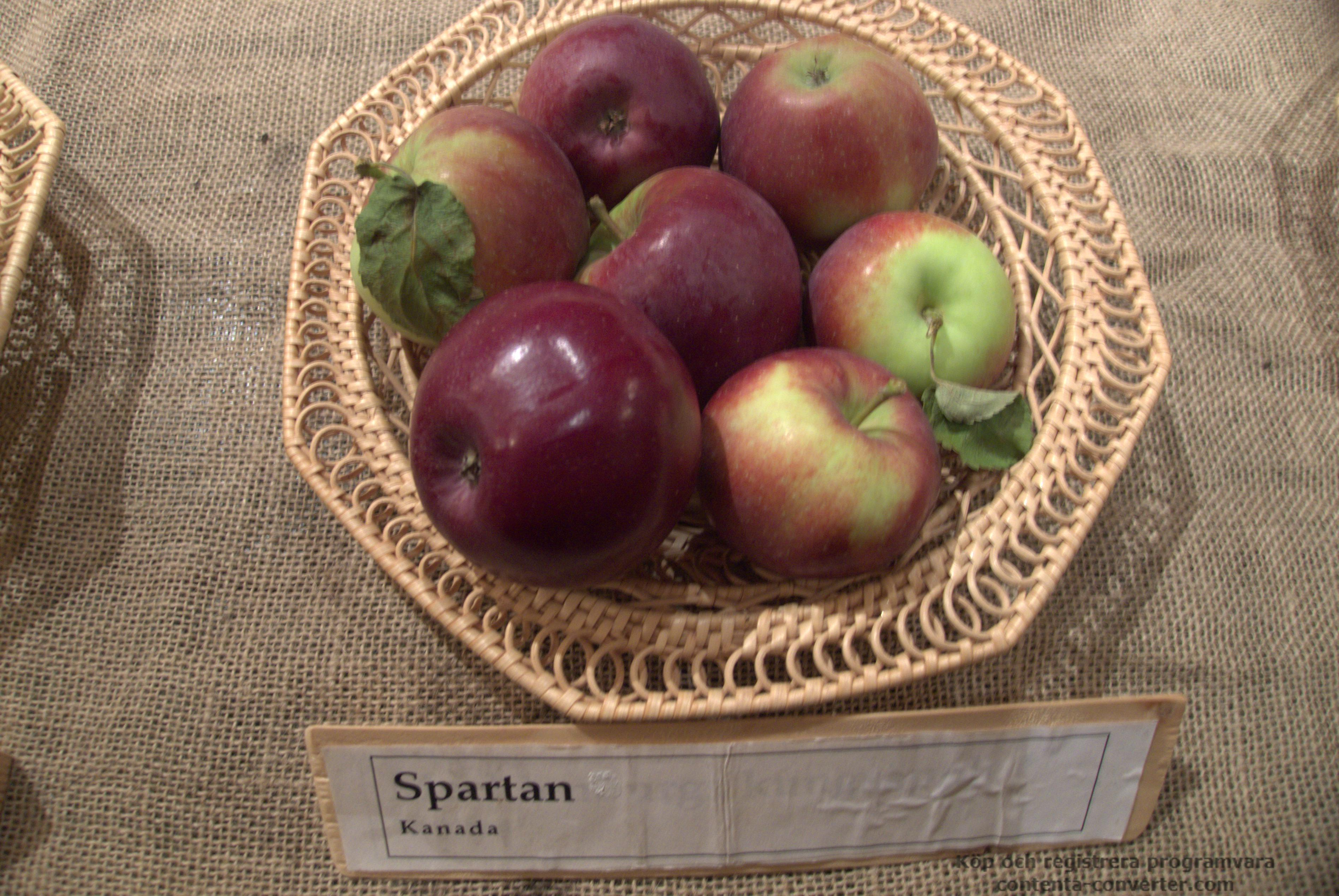

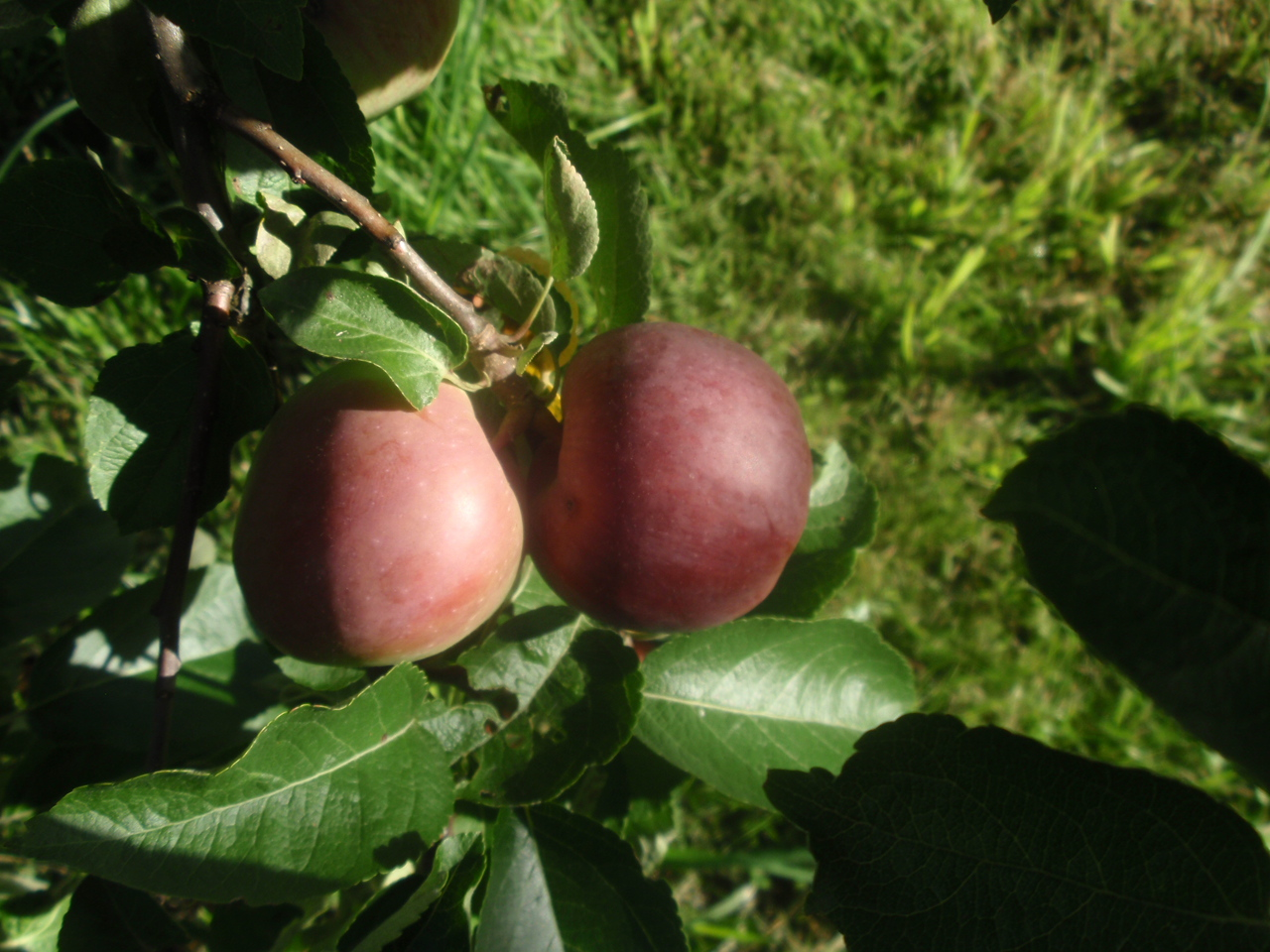
Jablka odrůdy Spartan

Spartan  (Malus domestica 'Spartan ') je ovocný strom, kultivar druhu jabloň domácí z čeledi růžovitých. Plody jsou řazeny mezi odrůdy zimních jablek, sklízí se v září nebo říjnu, skladovatelné jsou do března,  nesmějí před sklizní na stromě přezrát.

## Historie

### Původ
Byla vyšlechtěna v roce 1926, v Kanadě, v Summerland Research Station, BC, šlechtitelem  R. C. Palmerem. Odrůda vznikla zkřížením odrůd 'McIntosh' a někdy je uváděn 'Newtown Pippin'. Jiné zdroje uvádí druhou odrůdu jako neznámou, s tím, že genetické analýzy popřely Newtown Pippin jako druhou odrůdu.

## Vlastnosti
Plody silně propadávají a v pozdějších letech je výrazný sklon k drobnoplodosti. Částečně samosprašná diploidní odrůda podle některých zdrojů. Podle jiných zdrojů je cizosprašná.

### Růst
Růst odrůdy je střední, později slabý. Koruna je menší, spíše kulovité, řídké. Pravidelný řez je vhodný, probírka plodů žádoucí.

## Plodnost
Plodí brzy, bohatě a střídavě.

## Plod
Plod je kulatý, střední při velké úrodě menší. Slupka hladká, ojíněná, tmavě červené zbarvení se mění na nafialovělé. Dužnina je bílá se sladce navinulou chutí.

## Choroby a škůdci
Odrůda je podle některých zdrojů silně náchylná k strupovitosti jabloní, silně náchylná k nektriové rakovině jabloní. Je středně odolná k padlí a bakteriální spále růžovitých. Vyžaduje chemickou ochranu.

## Použití
Je vhodná ke skladování. Odrůdu lze použít do teplejších a chráněných stanovišť středních poloh, do vlhkých a úrodných půd. Je doporučováno pěstování odrůdy na slabých podnožích a v tvarech štíhlé vřeteno, vřetenovitý zákrsek, zákrsek, čtvrtkmen. .